# دو ۱۰٬۰۰۰ متر
دو ۱۰٬۰۰۰ متر یکی از انواع دو استقامت در ورزش دو و میدانی است که در مسابقات المپیک و قهرمانی دو و میدانی جهان برگزار می‌شود. این رشته طولانی‌ترین رشتهٔ دو است که در پیست دو و میدانی برگزار می‌شود.
۱۰٫۰۰۰ متر معادل ۶٬۲۱۳۷ مایل (۳۲٬۸۰۸٫۴ پا) است.
۱۰٬۰۰۰ متر از سال ۱۹۱۲ در برنامهٔ رقابت‌های المپیک قرار دارد. تا دههٔ ۱۹۴۰، فنلاندی‌ها قهرمانان بی‌رقیب این ماده بودند، اما از دههٔ ۱۹۶۰ آفریقایی‌ها مدعیان اصلی این رشته شده‌اند. ۱۰٬۰۰۰ متر از المپیکِ ۱۹۸۸ سئول در بخش زنان نیز برگزار می‌شود.
رکورد این ماده در بخش مردان متعلق به کننیسا بکله از اتیوپی است که در سال ۲۰۰۵ با زمان ۲۶:۱۷٫۵۳ را به ثبت رساند. رکورد زنان نیز در اختیارِ «سیفان حسن»  هلندی با ۲۹ دقیقه و ۶ ثانیه و ۸۲ صدم ثانیه است.
دوندگان این رشته نیاز به استقامت هوازی بسیار بالایی دارند و ورزشکاران نخبهٔ این رشته، در طول هفته، بایستی بیش از ۱۶۰ کیلومتر بدوند.

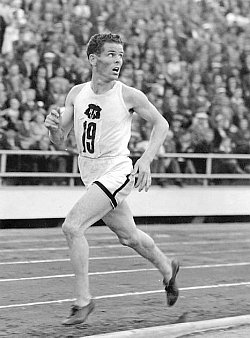
تیستائو ماکی فنلاندی در سال ۱۹۳۹ نخستین دونده‌ای بود که ۱۰٫۰۰۰ متر را در کمتر از ۳۰ دقیقه و ۴۹ ثانیه دوید.

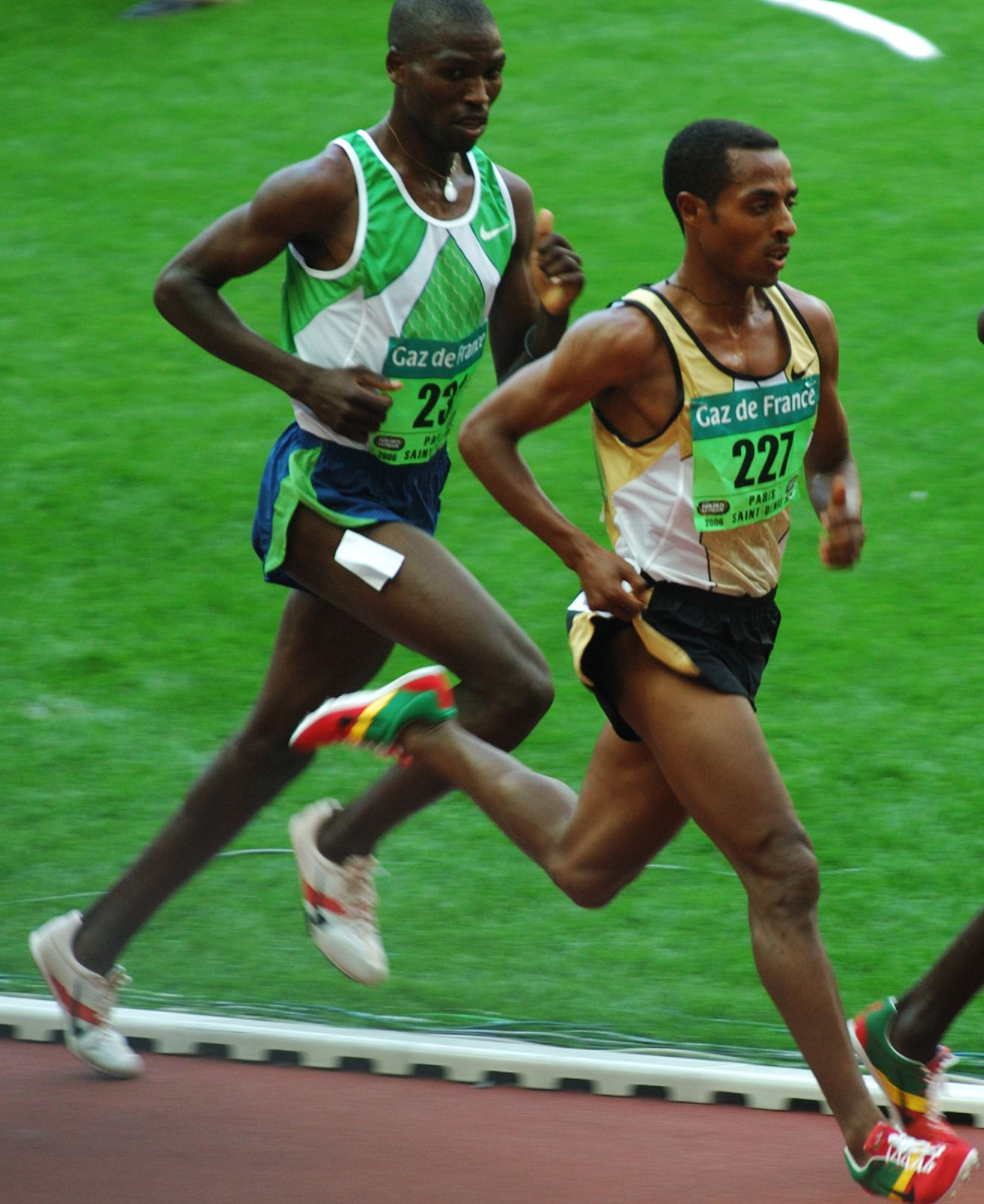
کِنِنیسا بِکِلِه (جلو) رکورددار دو ۱۰٬۰۰۰ متر مردان جهان